# 변두리 이론
변두리 이론(邊두리理論, fringe theory)은 주류가 아닌 이론이다. 과학적 관점이든 법의 해석이든 변두리 이론이 시간이 지나서 입증하는 증거가 쌓이면 주류 이론으로 수용될 수 있다. 확립된 주류 이론이 존재하는 경우, 비주류 이론이라고 부르기도 한다. 변두리 이론은 다수의 의견도 존중받는 소수의 의견도 아니다. 일반적으로 변두리 이론이라는 용어는 이론(확립된 과학 이론의 개념이 아닌 가설 또는 불확실한 아이디어)이라는 단어를 이해하는 것에 더 가깝다.

## 같이 보기
- 변두리 과학